# Brumado
Brumado là một đô thị thuộc bang Bahia, Brasil. Đô thị này có diện tích 2166,532 km², dân số năm 2007 là 69473 người, mật độ 30 người/km².